# ルザーン郡 (ペンシルベニア州)
ルザーン郡（英: Luzerne County）は、アメリカ合衆国ペンシルベニア州の北東部に位置する郡である。人口は32万5594人（2020年）。郡庁所在地はウィルクスバリであり、同郡で人口最大の都市である。無煙炭を産出する炭田地帯北部にある。
ルザーン郡はスクラントン・ウィルクスバリ都市圏に属している。

## 歴史
ルザーン郡歴史協会がルザーン郡とその周辺に関する収集品の倉庫を維持している。これは地域の生活を方向づけ形作ってきた歴史、伝統、行事、人物および文化を記録し、説明している。

### 18世紀

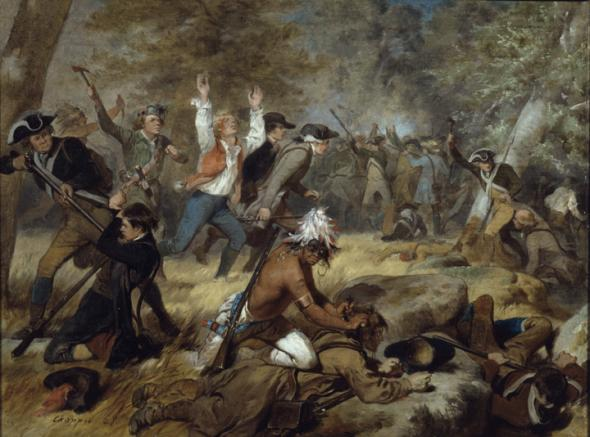
ワイオミングの戦い、1778年

- 1769年: ペナマイト・ヤンキー戦争が始まり、コネチカット州とペンシルベニア州の開拓者が、現在のワイオミング・バレー、サスケハナ川北支流に沿った土地の領有を巡って争った
- 1778年7月3日: ジョン・バトラー率いるイギリス軍とロイヤリストの部隊が、約700人のインディアンの支援を受け、ワイオミング・バレーを攻撃し、約300人近い開拓者を殺した。今日このワイオミングの戦いの犠牲者の墓所にはペンシルベニア州が建てた記念碑がある
- 1780年9月11日: ロイヤリストが地域で活動しているという報告を受けたノーサンプトン郡のダニエル・クレイダー大尉と40ないし50名の小隊が地域を捜索した。クレイダー隊は北は現在のコニンガムまで行った時に、セネカ族インディアンとロイヤリストの待ち伏せを受けた。シュガーローフ虐殺と呼ばれるこの事件で、クレイダー隊の18名が殺された。
- 1786年9月25日: ノーサンバーランド郡から分かれてルザーン郡が設立された。

### 19世紀
- 1869年9月6日: プリマス・タウンシップの未編入町で起きたエイボンデール炭鉱火災で110人が死亡した
- 1896年6月28日: ピッツトン市のニュートン石炭会社のツインシャフト炭鉱で落盤が発生し、58人の坑夫が死亡した[3][4]
- 1897年9月10日: 保安官ジェイムズ・マーティンが民警団を結成し、非武装坑夫の集団に発砲した。ラティマー虐殺と呼ばれる。市民暴動時に秩序を取り戻すため、保安官が合法で民警団を組織した最後の郡となった

### 20世紀

ハリケーン・アグネスの名残、大きな洪水を生んだ、1972年

- 1915年: ローレルランで発生した炭鉱火災により町の一部が移転を余儀なくされた
- 1919年6月5日: ウィルクスバリのボルチモア炭坑で爆発が起き、92人の坑夫が死亡した
- 1934年: ヒューズタウン住人ハリー・トンプキンスが、エリー鉄道の列車に触れて右腕を失った。これが「エリー鉄道対トンプキンス事件」としてアメリカ合衆国最高裁判所に持ち込まれ、現代の民事手続きの大部分をつくる基礎になった
- 1959年1月22日: ジェンキンス・タウンシップのポートグリフィスで、ノックス炭鉱事故が起こり、12人が死亡し、結果的に州北東部の石炭産業を止めることになった
- 1972年6月: ハリケーン・アグネスがウィルクスバリとその周辺に大洪水を発生させた
- 1974年-1989年: ウェストピッツトンのジャック・スマールとジャネットの家で幽霊事件が発生。この話が1991年の映画『The Haunted』のもとになった。
- 1982年9月25日: ウィルクスバリとジェンキンス・タウンシップで、連続射殺事件が発生した。犯人はジョージ・バンクスであり、13人を殺した
- 1992年: 映画『青春の輝き』の冒頭シーンがウェストピッツトンで撮影された。ブレンダン・フレイザーが演じた主人公デイビッド・グリーンがちっぽけな町の通りで友人たちとたむろしている

### 21世紀
- 2000年5月21日: ベアクリーク・ブールバード（州道115号線）とペンシルベニア・ターンパイク北東延伸部の交差点近くに飛行機が墜落し、パイロットと19人の乗客全員が死亡した
- 2006年12月1日: 竜巻が発生し、マウンテントップの町など約15マイル(24 km) にわたって爪跡を残した
- 2008年: キッズ・フォー・キャッシュ・スキャンダルが発生し、少年裁判所判事マーク・シアバレラとマイケル・コナハンが、連邦裁判所から有罪を宣告された
- 2011年9月: 熱帯低気圧リーのために記録的な洪水が発生した。サスケハナ川はウィルクスバリで42.6フィート (13 m) の水位を記録した。1972年のハリケーン・アグネスで記録された40.9フィート (12.5 meters) を上回った。グレーターピッツトン、ウィルクスバリ、ナンティコークの地域の被害が激しかった[5][6][7]

## 地理

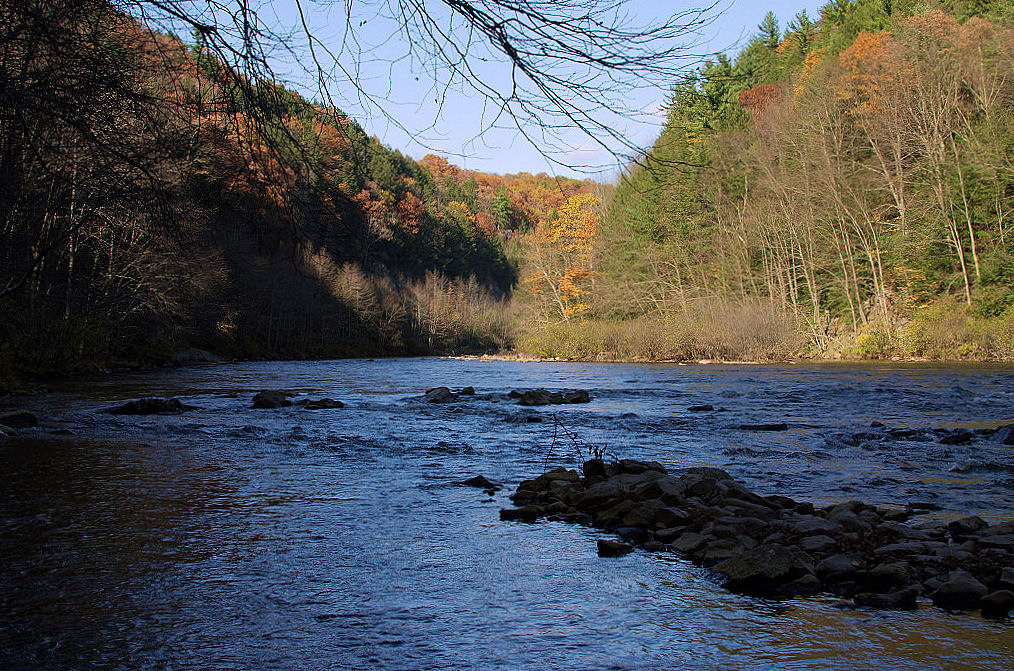
秋のリーハイ峡谷州立公園、ルザーン郡のリーハイ川沿いに広がり、カーボン郡内に入っている

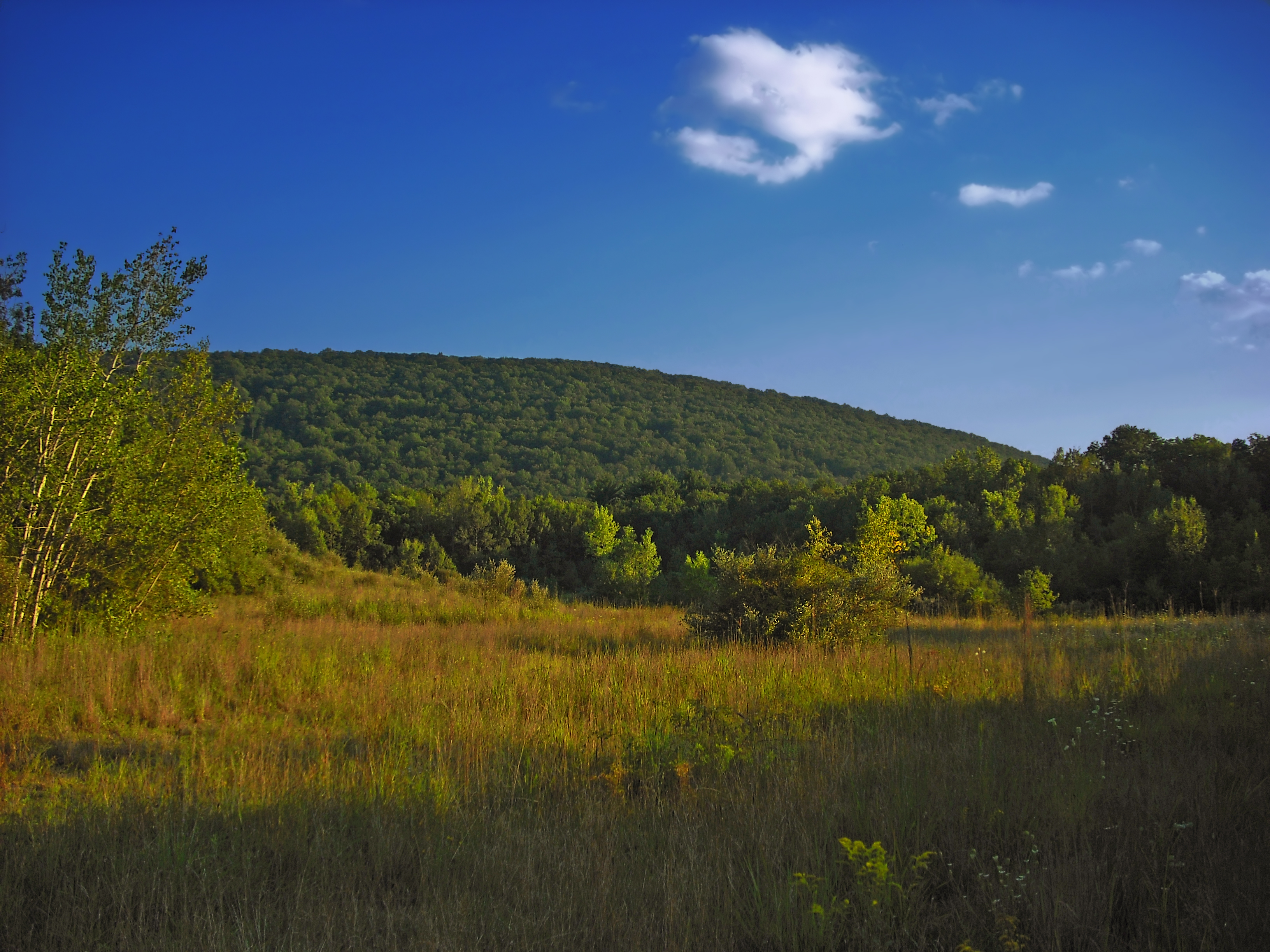
ネスコペック州立公園、デニソン・タウンシップ

アメリカ合衆国国勢調査局に拠れば、郡域全面積は907平方マイル (2,350 km2)であり、このうち陸地891平方マイル (2,307 km2)、水域は16平方マイル (42 km2)で水域率は1.80%である。郡北部と中央部のワイオミング・バレーはサスケハナ川流域で平坦であり、場所によって700フィート (210 m) から2,000フィート (610 m) の標高がある。このバレーの東にあるベア・クリークでは平均標高が約2,000フィート (610 m) であり、サスケハナ川流域のピッツトンは標高が約700フィート (210 m) である。このバレーは北のイグゼター・タウンシップとダラス・タウンシップまで広がり、西側はプリマス・タウンシップとベアクリーク・タウンシップ、東はダリア・タウンシップからベアクリーク・タウンシップ、南はハノーバー・タウンシップからベアクリーク・タウンシップまで広がっている。郡内を東西に横切る山地が幾つかある。サスケハナ川が郡大半の排水流路だが、リーハイ川も東部と南東部の排水を行い、南東の郡境になっている。

### 隣接する郡
- ワイオミング郡 - 北
- ラッカワナ郡 - 北東
- モンロー郡 - 東
- カーボン郡 - 南東
- スクーカル郡 - 南
- コロンビア郡 - 西
- サリバン郡 - 北西

## 人口動態
以下は2000年国勢調査による人口統計データである。
| 基礎データ - 人口: 319,250人 - 世帯数: 130,687 世帯 - 家族数: 84,293 家族 - 人口密度: 138人/km2（358 人/mi2） - 住居数: 144,686 軒 - 住居密度: 63軒/km2（162軒/mi2） 人種別人口構成（ ）内は2010年データ - 白人: 96.63% (90.7%) - アフリカン・アメリカン: 1.69% (3.4%) - ネイティブ・アメリカン: 0.09% (0.2%) - アジア人: 0.58% (1.0%) - 太平洋諸島系: 0.01% - その他の人種: 0.43% (3.3%) - 混血: 0.57% (1.5%) - ヒスパニック・ラテン系: 1.16% (6.7%) 先祖による構成 - ポーランド系：22.2% - イタリア系：15.6% - アイルランド系：13.8% - ドイツ系：12.1% - スロバキア系：5.3% ルザーン郡は先祖による構成でポーランド系が第1位となることで、国内唯一の郡である | 年齢別人口構成 - 18歳未満: 21.0% - 18-24歳: 8.1% - 25-44歳: 27.2% - 45-64歳: 24.0% - 65歳以上: 19.7% - 年齢の中央値: 41歳 - 性比（女性100人あたり男性の人口） - 総人口: 93.0 - 18歳以上: 89.5 世帯と家族（対世帯数） - 18歳未満の子供がいる: 26.5% - 結婚・同居している夫婦: 48.8% - 未婚・離婚・死別女性が世帯主: 11.5% - 非家族世帯: 35.5% - 単身世帯: 31.3% - 65歳以上の老人1人暮らし: 16.0% - 平均構成人数 - 世帯: 2.34人 - 家族: 2.95人 |

## 政治

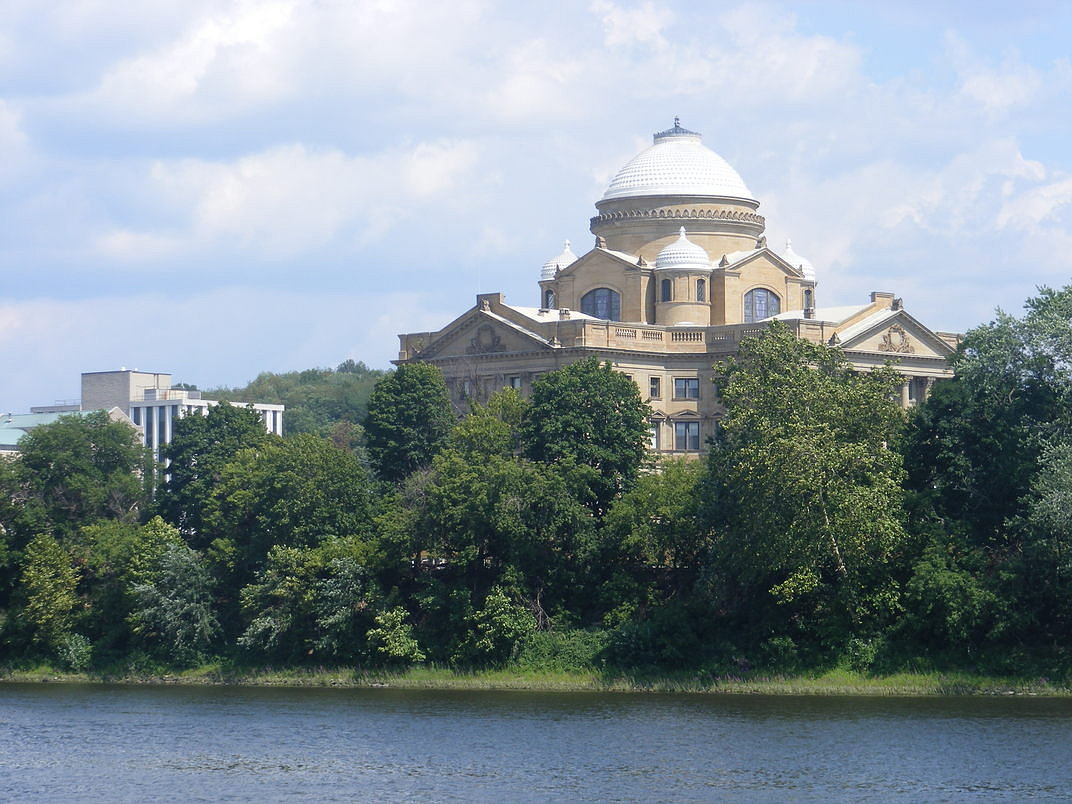
ルザーン郡庁舎

2008年1月時点でルザーン郡には187,849 人の登録有権者がいた。
- 民主党: 111,317 (59.26%)
- 共和党: 61,085 (32.52%)
- その他の政党: 15,447 (8.22%)

郡レベルの政治では民主党が昔から支配的であるが、州や国政レベルでは僅かに民主党寄りという状態である。2000年アメリカ合衆国大統領選挙では民主党のアル・ゴアが郡投票総数の52%を獲得し、対する共和党のジョージ・W・ブッシュは43%だった。2004年はさらに接戦となり、民主党のジョン・ケリーが51%、ブッシュが47%だった。2006年の州知事選挙では民主党のエド・レンデルが67.5%、同年アメリカ合衆国上院議員選挙では民主党のボブ・ケイシー・ジュニアが60.6%の支持を得た。2008年アメリカ合衆国大統領選挙では、民主党のバラク・オバマが53.6%、共和党のジョン・マケインが45.2%という結果だった。
ルザーン郡カウンシルが郡の政体である。2010年11月2日に行われた住民投票は賛成49,343票、反対40,394票でホームルール憲章を採択し、このカウンシルが設立された。その結果それまでの郡政委員会が廃止された。
ルザーン郡は、アメリカ合衆国下院議員ペンシルベニア州第11および第17選挙区に属し、2013年時点では共和党議員1人、民主党議員1人を選出している。ペンシルベニア州議会上院では第14、第20、第22および第27選挙区に属しており、下院では第114、第116、第117、第118、第119、第120、および第121選挙区に属している。2013年時点で上院は共和党2人、民主党2人、下院は共和党2人、民主党5人を選出している。

## 都市と町

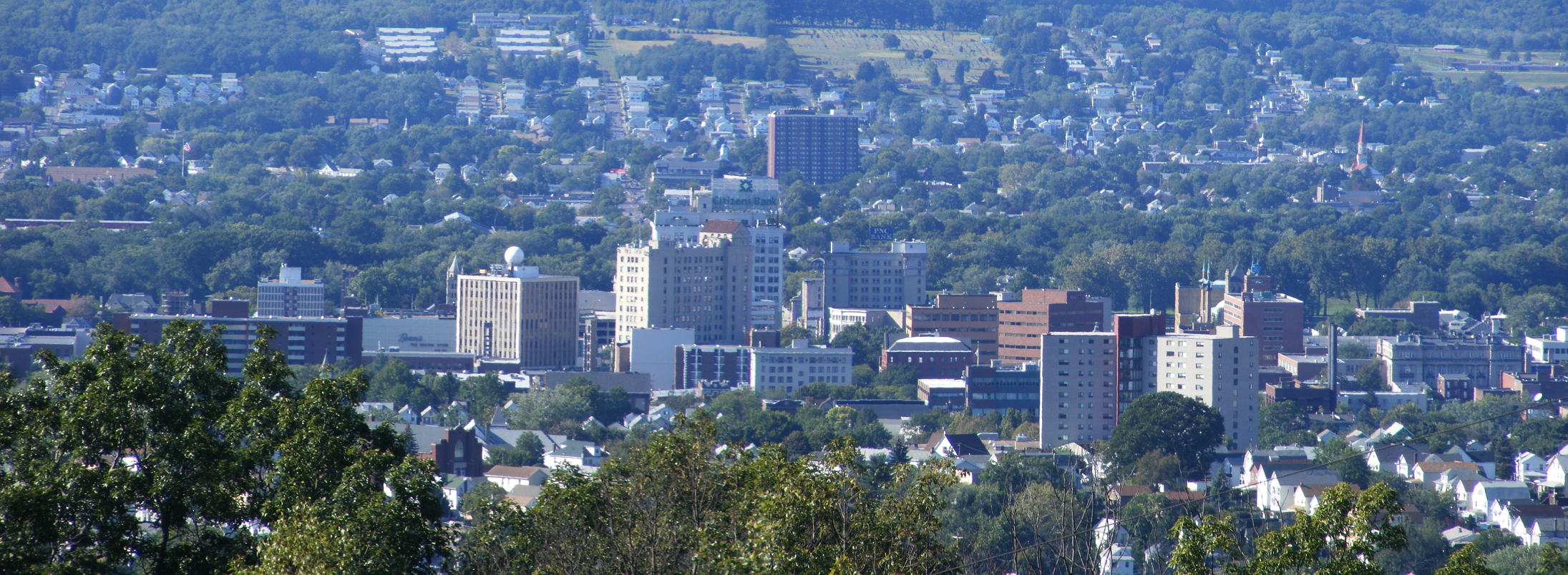
ウィルクスバリ市、郡庁所在地かつ人口最大の都市

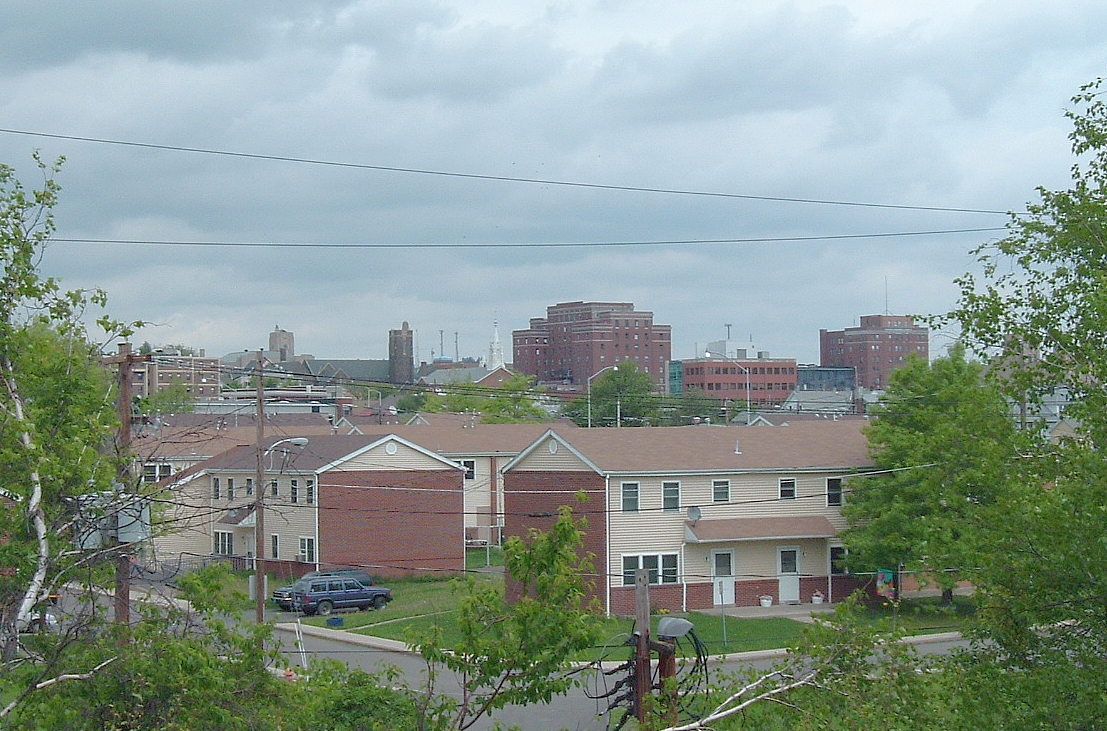
ヘイゼルトン、郡内第2の都市

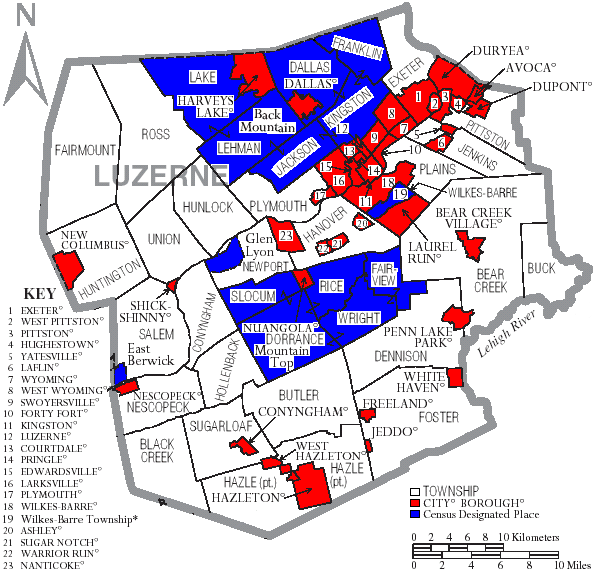
ルザーン郡の自治体、ボロは赤、タウンシップは白、国勢調査指定地域は青

ペンシルベニア州法の下では4種類の自治体がある。市、ボロ、タウンシップ、町である。

### 都市
都市名の後の人口は2010年国勢調査による。
| - ヘイズルトン: 25,340人 - ナンティコーク: 10,465人 | - ピッツトン: 7,739人 - ウィルクスバリ - 郡庁所在地: 41,498人 |

### ボロ
| - アシュレー - アボカ - ベアクリークビレッジ - コニンガム - コートデール - ダラス - デュポン - ダリア - エドワーズビル - イグゼター - フォーティフォート - フリーランド | - ハーベイズレイク - ヒューズタウン - ジェッド - キングストン - ラフリン - ラークスビル - ローレルラン - ルザーン - ネスコペック - ニューコロンバス - ヌアンゴラ - ペンレイクパーク | - プリマス - プリングル - シックシャイニー - シュガーノッチ - スウォイアーズビル - ウォリアーラン - ウェストヘイゼルトン - ウェストピッツトン - ウェストワイオミング - ホワイトヘイブン - ワイオミング - イエーツビル |

### タウンシップ
| - ベアクリーク - ブラッククリーク - バック - バトラー - コニンガム - ダラス - デニソン - ドーランス - イグゼター - フェアマウント - フェアビュー - フォスター | - フランクリン - ハノーバー - ヘイズル - ホーレンバック - ハンロック - ハンティントン - ジャクソン - ジェンキンス - キングストン - レイク - レーマン - ネスコペック | - ニューポート - ピッツトン - プレーンズ - プリマス - ライス - ロス - セイラム - スローカム - シュガーローフ - ユニオン - ウィルクスバリ - ライト |

### 国勢調査指定地域
国勢調査指定地域はアメリカ合衆国国勢調査局が人口統計データを取るために設定した地域である。州法の下では実際の司法権が及ぶ範囲ではない。村などその他の未編入領域も下記に挙げる。
| - ビーチマウンテンレイクス - ブラウンタウン - チェイス - イーストバーウィック - ジョージタウン - グレンライアン - ハーレー - ヒッコリーヒルズ - ヒルデール | - ハドソン - インカーマン - ラティマー - モカナカ - マウンテントップ - ニューレンバーグ - パーディーズビル - パイクスクリーク - プレーンズ | - シェイバータウン - シータウン - シルクワース - トラックスビル - アッパーイグゼター - ワナミー - ウェストナンティコーク - ウェストン |

### 未編入の町
- ワップワロペン

## 公園とレクリエーション

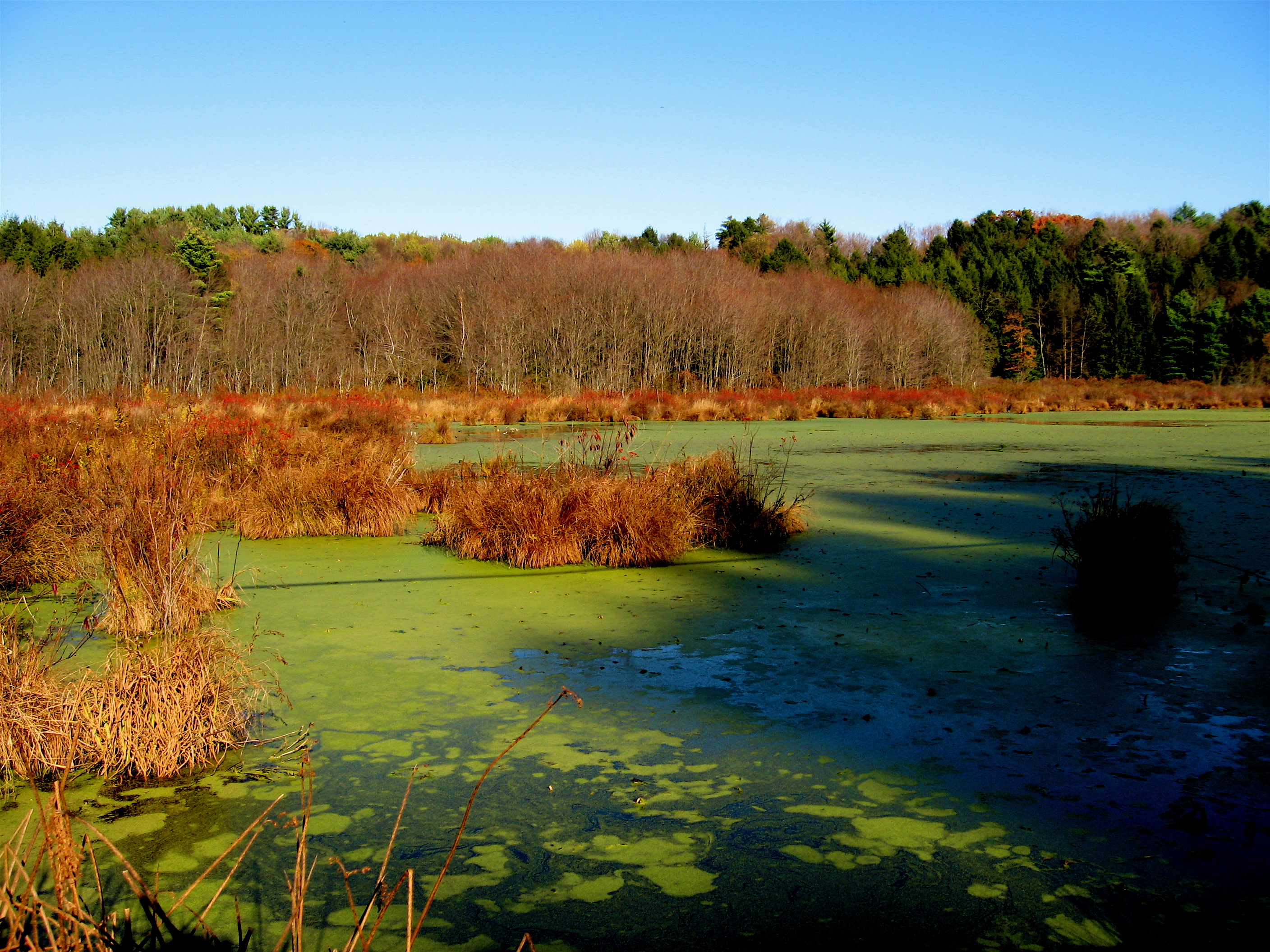
フランシス・スローカム州立公園

郡内には4つの州立公園がある。
- フランシス・スローカム州立公園、北部
- リーハイ峡谷州立公園、東部
- ネスコペック州立公園、南部
- リケッツ・グレン州立公園、西部

### その他のレクリエーション
サスケハナ・ウォリアー・トレイル

## 教育

### 公共教育学区

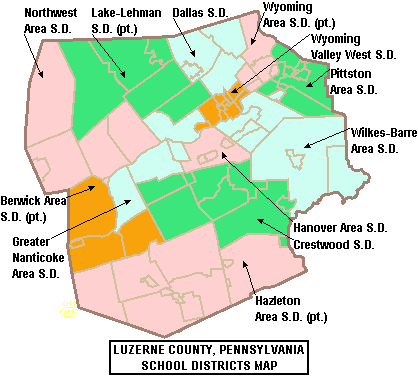
ルザーン郡教育学区の区分図

- バーウィック地域教育学区（一部はコロンビア郡内）
- クレストウッド教育学区
- ダラス教育学区
- グレーターナンティコーク地域教育学区
- ハノーバー地域教育学区
- ヘイゼルトン地域教育学区（一部はカーボン郡とスクーカル郡内）
- レイク・レーマン教育学区（一部はワイオミング郡内）
- 北西地域教育学区
- ピッツトン地域教育学区
- ウィルクスバリ地域教育学区
- ワイオミング地域教育学区（一部はワイオミング郡内）
- ワイオミングバレー西教育学区

### チャータースクール
- ベアクリーク・コミュニティ・チャータースクール

### 公立職業訓練校
- ウェストサイド地域職業訓練校

### 私立学校
- ダラス・タウンシップ学校
- グラハム・アカデミー
- ホリー・リディーマー高校
- ジェニー・リン・フェラロ・アカデミー
- ミルフォード・E・バーンズ・ジュニアスクール
- MMI 準備学校
- ニューストーリー学校
- ウィルクスバリ・アカデミー
- ワイオミング神学校

### 高等教育機関
- ルザーン郡コミュニティカレッジ
- キングス・カレッジ
- ミザリコーディア大学
- ペンシルベニア州立大学ヘイゼルトン校
- ペンシルベニア州立大学ウィルクスバリ校
- ウィルクス大学

### 図書館
ルザーン郡図書館システムには次が含まれている。
- バックマウンテン記念図書館、バックマウンテン
- ヘイゼルトン地域公共図書館、ヘイゼルトン
- ホイト図書館、キングストン
- マリアン・サザランド・カービー図書館、マウンテントップ
- ミル記念図書館、ナンティコーク
- オスターハウト自由図書館、ウィルクスバリ
- ピッツトン記念図書館、ピッツトン
- プリマス公共図書館、プリマス
- ウェストピッツトン図書館、ウェストピッツトン
- ワイオミング自由図書館、ワイオミング